# Giancarlo Olivares
Giancarlo Olivares (Brescia, 31 maggio 1967) è un disegnatore italiano.

## Carriera
Tra il 1987 ed il 1989 partecipa ad un corso di fumetto tenuto da Rubén Sosa e nel 1991 debutta nel settore con Profondo rosso, realizzato con altri esordienti bresciani, e concede il bis con Full Moon Project. Entrambi i titoli vengono pubblicati dalla Eden.
Nel 1993 disegna alcune storie per Intrepido e poi viene arruolato nello staff di Lazarus Ledd, serie della Star Comics per cui realizza i disegni di diversi numeri e diventa copertinista ufficiale. Per la stessa casa editrice disegna il numero 2 di Hammer (progetto realizzato con il Gruppo Hammer, firmandone tutte le tredici copertine).
Nel 1996 avviene il grande salto: Olivares entra nel team di disegnatori di Nathan Never ed esordisce sulla serie con il numero 63, scritto da Stefano Vietti ed intitolato Il mare della desolazione. Sempre per Nathan Never disegna anche gli albi 98, 107, 116, 125, 162, 163, 164, 178, 179, 198, 199, 203 e, con Gigi Simeoni, il Nathan Never Gigante numero 3. Per lo stesso editore disegna anche sulle pagine di Legs Weaver (albi nn. 20, 37, 50, 85, e l'albetto allegato allo Speciale Legs Weaver 1) e dal 1999 al 2004 disegna tutte le 64 copertine della prima serie di Jonathan Steele.
Nel 2003 la Disney lo contatta per collaborare al progetto Kylion e nel 2005 vince il premio Ayaaaak per la miglior storia disegnata del 2004, apparsa su Nathan Never con i testi di Michele Medda: si tratta della trilogia Dopo l'Apocalisse. Insieme a Stefano Vietti e Marco Checchetto fonda il VOC Studio con l'intento di avviare diversi progetti. Il più importante di questi è quello legato a Spider-Man, che prende vita sulle pagine de Il Giornalino nel 2006 direttamente supervisionato dalla Marvel Comics, coinvolgendo tutti e tre i membri dello studio.
Attualmente Olivares è sempre al lavoro su Nathan Never, Dragonero e su Spider-Man, oltre che su alcuni altri progetti del VOC Studio.